# Genazzano
Genazzano – miejscowość i gmina we Włoszech, w regionie Lacjum, w prowincji Rzym.
Według danych na rok 2004 gminę zamieszkiwało 5314 osób, 166,1 os./km².
Urodził się tutaj Oddone Colonna, późniejszy papież Marcin V oraz wikariusz generalny Państwa Watykańskiego bp Alfonso Camillo De Romanis.